# Katarina Bačlija
Katarina Bačlija (Kaća Bačlija) (Subotica, 27. listopada 1927. – 3. ožujka 2009.) je kazališna i filmska glumica, rodom iz autonomne pokrajine Vojvodine u Republici Srbiji. Podrijetlom je bačka Hrvatica.

## Životopis
Još prije nego što je postala stalnom članicom HNK u Subotici je pokazala svoj komičarski dar. Na proljeće 1945., dok je bila samo članicom Kazališnog odsjeka, u kazališnoj predstavi uprizorenoj za sovjetske ranjenike je uspješno odglumila lik Varje u Jegoru Buličevu Maksima Gorkog.
1947. je postala stalnom članicom Hrvatskog narodnog kazališta u Subotici, u kojem je radila do kraja karijere. 
Iako se glumački ansambl HNK dosta osipao, repertoar su nosili Jelka Šokčević, kasnije Asić, Slava Bulgakov, Zdenka Vidaković, Dušan Medaković, Ante Kraljević, Lajčo Lendvai, Stanko Kolašinac te mlade nade subotičkog glumišta kao što su Geza Kopunović, Mirko Huska, Klara Peić, Eržika Kovačević, Stevan Popović i Kaća Bačlija.
Uz Klaru Peić bila je jednim od prva dva iznimna glumačka imena koja su izronila u prvom desetljeću rada Hrvatskog narodnog kazališta u Subotici, a obje je odlikovao bogati komičarski dar. 
Istakla se ulogama u Nušićevim, Sterijinim, Molièreovim i Poljakovićevim komedijama. Osobito su istaknute njene uloge u Poljakovićevim komedijama, gdje je glumila zajedno s Gezom Kopunovičem: Č'a Bonina razgala, Ode Bolto na ogled, Bolto u raju, Ludograd i dr.
Uglavnom je tumačila manje značajne uloge, iako je do svoje smrti bila najboljom komičarkom koju je subotičko kazalište ikad imalo. 
Uz brojne komične, odigrala je i manji broj dramskih uloga.
Pored kazališta, Katarina Bačlija je ostvarila ulogu i na radiju. Nedugo nakon što je pokrenuta Radio Subotica, sudjelovala je u radijskom serijalu "Martin i Tona" u kojem joj je partner bio Geza Kopunović. Emisija je išla nedjeljom prijepodne. 
Glumom se nastavila baviti i nakon što se je umirovila, a 200. godine na poziv hrvatskog uredništva Radio Subotice je interpretirala kratke šaljive pripovijetke bunjevačkih Hrvata, koje je svojevremeno bio sakupio i obradio Balint Vujkov. Iste snimke su kasnije izašle na nosaču zvuka Balint Vujkov: usmeni zapisi» iz 2002., u izdanju Hrvatske čitaonice.

## Filmske uloge
- Lepa parada (1970.)
- Škripi đeram, televizijska serija

## Vanjske poveznice
- (srpski) Pokrajinski sekretarijat za kulturu  Arhivirana inačica izvorne stranice od 4. ožujka 2016. (Wayback Machine) Vesti: Narodno pozorište - Narodno kazalište - Népszinház u Subotici